# Chrysobothris legorskyi
Chrysobothris legorskyi es una especie de escarabajo del género Chrysobothris, familia Buprestidae. Fue descrita científicamente por Barries en 2012.